# Gennadi Vengerov
Gennadi Vengerov (* 27. August 1959 in Wizebsk, Sowjetunion; † 22. April 2015 in Düsseldorf) war ein deutsch-russischer Schauspieler.
Vengerov wurde 1959 in Wizebsk (russisch: Witebsk) im heutigen Belarus geboren. Seine Ausbildung absolvierte er am Moskauer Künstlertheater und ging danach ans Majakowski-Theater, von wo aus er 1991 zum Schauspielhaus Düsseldorf kam. Von 1995 bis 2000 arbeitete er am Schauspielhaus Bochum. Er war auch in diversen Fernsehserien zu sehen.
Seit 1986 war Vengerov verheiratet.
Gennadi Vengerov starb mit 55 Jahren nach schwerer Krankheit.

## Filmografie (Auswahl)
- 1988: Chush. Rasskaz ni o chyom (Kurzfilm)
- 1989: Tote Kinder lachen nicht (Shag)
- 1990: Dezha vyu
- 1990: A v Rossii opyat okayannye dni
- 1991: Lovkach i Khippoza
- 1991: Manta – Der Film
- 1993: Ein Mann für jede Tonart
- 1993: Wehner – die unerzählte Geschichte (Fernsehfilm)
- 1993: Berlin Break (Fernsehserie, 1 Folge)
- 1993: Maus und Katz (Fernsehfilm)
- 1993: Mein Mann ist mein Hobby (Fernsehfilm)
- 1993: Lutz & Hardy (Fernsehserie, 1 Folge)
- 1994: Tatort: Ein Wodka zuviel
- 1994–1996: Die Stadtindianer (Fernsehserie, 2 Folgen)
- 1994–1998: Der Fahnder (Fernsehserie, 3 Folgen)
- 1995: Westerdeich (Fernsehserie)
- 1995: Ein Bayer auf Rügen (Fernsehserie, 2 Folgen)
- 1995–1998: Die Straßen von Berlin (Fernsehserie, 3 Folgen)
- 1996: Der Schattenmann (Fernsehserie)
- 1996: Mona M. – Mit den Waffen einer Frau (Fernsehserie, 1 Folge)
- 1996: Männerpension
- 1996: Der Mörder und die Hure (Fernsehfilm)
- 1996: Die Drei (Fernsehserie, 1 Folge)
- 1996: Ein flotter Dreier (Fernsehserie, 1 Folge)
- 1996: Die Wache (Fernsehserie, 1 Folge)
- 1996: Rache ist süß (Fernsehfilm)
- 1996: Operation Schmetterling (Fernsehfilm)
- 1996: Der letzte Kurier (Fernsehfilm)
- 1996: Der Bockerer II – Österreich ist frei
- 1997: Dumm gelaufen
- 1997: Park Hotel Stern (Fernsehserie, 1 Folge)
- 1997–1998: Balko (Fernsehserie, 2 Folgen)
- 1997–2003: Ein Fall für zwei (Fernsehserie, 2 Folgen)
- 1998: Geliebte Gegner (Fernsehfilm)
- 1999: Stan Becker  (Fernsehserie, 1 Folge)
- 1999: Die Blendung – Verrat aus Liebe (Fernsehfilm)
- 2000: Anatomie
- 2000: Der letzte Zeuge (Fernsehserie, 1 Folge)
- 2000: OP ruft Dr. Bruckner – Die besten Ärzte Deutschlands (Fernsehserie, 1 Folge)
- 2000: Zwei Brüder (Fernsehserie, 1 Folge)
- 2000: Jahrestage (Fernsehfilmreihe, 1 Folge)
- 2001: Duell – Enemy at the Gates (Enemy at the Gates)
- 2001: HeliCops – Einsatz über Berlin (Fernsehserie, 1 Folge)
- 2001: Mayday! Überfall auf hoher See (Fernsehfilm)
- 2001: Der Clown (Fernsehserie, 1 Folge)
- 2001: Im Namen des Gesetzes (Fernsehserie, 1 Folge)
- 2001: Grazhdanin nachalnik (Fernsehserie)
- 2002: Das Amt (Fernsehserie, 1 Folge)
- 2002: Edel & Starck (Fernsehserie, 1 Folge)
- 2002: Zwei Engel auf Streife (Fernsehserie, 1 Folge)
- 2002: Tatort: Filmriss
- 2002: Erkan und Stefan gegen die Mächte der Finsternis
- 2003: Ohne Worte (Fernsehserie, 1 Folge)
- 2003: Crazy Race (Fernsehfilm)
- 2003: Alles Atze (Fernsehserie, 1 Folge)
- 2004: Die Blindgänger
- 2004: Unter Brüdern (Fernsehserie, 1 Folge)
- 2004: Moscow Heat
- 2004: Boets (Fernsehserie)
- 2004–2005: Gute Zeiten, schlechte Zeiten (Fernsehserie, 9 Folgen)
- 2005: Slepoy 2 (Fernsehserie)
- 2006: Die Camper (Fernsehserie, 1 Folge)
- 2006: Goldene Zeiten
- 2006: Ty eto ya (Fernsehfilm)
- 2006: Ladyland (Fernsehserie)
- 2007: Schimanski: Tod in der Siedlung
- 2007: Svyatoe delo
- 2007: Zastava (Fernsehserie, 5 Folgen)
- 2007: Chas Volkova (Fernsehserie)
- 2008: Der Seewolf (Fernsehfilm)
- 2008: Maltiyskiy krest
- 2009: Dark Planet: The Inhabited Island (nur Stimme)
- 2009: Obitaemyy ostrov. Skhvatka (nur Stimme)
- 2009: Saka no Ue no Kumo (Fernsehserie, 1 Folge)
- 2009: Überlebensstrategien für das neue Jahrtausend
- 2009: Devochki (Fernsehserie)
- 2010: Im Angesicht des Verbrechens (Fernsehserie, 1 Folge)
- 2010: Danni Lowinski (Fernsehserie, 3 Folgen)
- 2010: Za predelami zakona (Fernsehfilm)
- 2010: Theo (Kurzfilm)
- 2011: Gaishniki (Fernsehserie, 2 Folgen)
- 2011: Gop–Stop
- 2011: 'Alibi' na dvoikh (Fernsehserie)
- 2011: Tovarishchi politseyskie (Fernsehserie, 1 Folge)
- 2011: Wunder Punkt (Kurzfilm)
- 2011: Hotel Lux
- 2011: Govorit politsiya (Fernsehserie)
- 2011: Kvartal (Fernsehfilm)
- 2012: Tatort: Kein Entkommen
- 2012: Gyulchatay (Fernsehserie)
- 2012: Ruhm
- 2012: Svidanie
- 2012: Das Vermächtnis der Wanderhure (Fernsehfilm)
- 2012: Sledstvennyy komitet (SK) (Fernsehserie, 2 Folgen)
- 2012: Baron Münchhausen (Fernsehfilm)
- 2012: Soldiers of Fortune
- 2013: Schlussmacher
- 2013: Käshbasshy zholy
- 2014: Vzryv iz proshlogo (Fernsehserie)
- 2014: Poka heißt Tschüss auf Russisch
- 2014: Ed (Kurzfilm)
- 2014: Borgia (Fernsehserie, 2 Folgen)